# Ejido Agua Zarca
Ejido Agua Zarca är en ort i Mexiko.   Den ligger i kommunen Tamazula de Gordiano och delstaten Jalisco, i den centrala delen av landet, 400 km väster om huvudstaden Mexico City. Ejido Agua Zarca ligger 1 711 meter över havet och antalet invånare är 125.
Terrängen runt Ejido Agua Zarca är kuperad. Runt Ejido Agua Zarca är det ganska glesbefolkat, med 27 invånare per kvadratkilometer. Närmaste större samhälle är Tamazula de Gordiano, 17,4 km söder om Ejido Agua Zarca. I omgivningarna runt Ejido Agua Zarca växer huvudsakligen savannskog.